# Charles T. Murr
Charles Theodore Murr-Létourneau Murr (Saint Paul, Minesota, 15 de agosto de 1950) es un sacerdote católico, escritor, lingüista, educador, y narrador estadounidense. Conocido mayormente por la fundación de un orfanato en Tepatitlán, Jalisco, México,con tan sólo treinta y cinco años recibió el premio "Diez jóvenes destacados del mundo"  y el premio "Diez jóvenes estadounidenses destacados", ambos en 1985.

## Primeros años y formación
Charles Theodore Murr nació en Saint Paul, Minnesota, el 15 de agosto de 1950, en la Fiesta de la Asunción, como el primogénito de los siete hijos de Theodore Charles y Anita Jane (de soltera Spargur-Letourneau) Murr.
Murr completó su educación primaria y secundaria en Saint Augustine Grammar y Providence Grade School, ambas en South Saint Paul. Asistió al Brady High School, dirigido por los Hermanos de las Escuelas Cristianas de La Salle  en West Saint Paul, y se graduó en 1969.
Luego, Murr pasó al St. Norbert College de De Pere, Wisconsin, donde obtuvo su licenciatura (Magna cum laude) en Lenguas Romances en 1971, mientras también tomaba cursos de posgrado en la Universidad de Wisconsin-Madison durante los veranos de 1970 y 1971 de francés, español y latín, y cursos de Literatura en la Universidad de Wisconsin-Green Bay .
En el otoño de 1971, se matriculó en la Universidad Pontificia de Santo Tomás de Aquino de Roma, en la que obtuvo un segundo bachillerato, esta vez en filosofía en 1972. Luego inició estudios teológicos en la misma universidad, obteniendo otro bachillerato, esta vez en teología tomista, que culminó en 1975. Para graduarse en teología, Murr asistió a la Pontificia Universidad Gregoriana de la capital italiana, donde obtuvo una licenciatura (a nivel de doctorado) en teología sagrada en 1977, y continuó allí, obteniendo una licenciatura en antropología filosófica en 1979. 
Su educación permanente incluye: Psicología y alemán, en la Universidad de Salzburgo, entre 1993 y 1994; maestría en Divinidad en el Seminario de San José, Dunwoodie, Nueva York, en 1996, y una maestría en Psicología Universidad de Nueva York, 2001.

## Carrera eclesiástica
El 13 de mayo de 1977, en la Basílica de San Juan y San Pablo del Monte Celio en Roma, Murr fue ordenado sacerdote católico romano por el cardenal Pericle Felici . Murr había trabajado en L'Ufficio Informazioni desde 1974, cargo que continuó hasta 1979. Tenía deberes adicionales como asistente especial del cardenal Édouard Gagnon, entonces arzobispo y director del Colegio Canadiense de Roma, quien realizó una visita apostólica a la Curia Romana durante la que dirigió la investigación sobre la presencia de la masonería en la Iglesia católica.
En septiembre de 1979, se lo convocó a México para que viviese un año de experiencia pastoral antes de regresar a Europa para terminar su tesis doctoral en filosofía. Destinado como vicario de la Iglesia de la Sagrada Familia, parroquia de Tepatitlán, Jalisco, también fue nombrado profesor de filosofía y teología en el Seminario Mayor de San Juan de los Lagos, Jalisco. Poco después de su llegada a Tepatitlán, Murr comenzó a recoger niños de la calle abandonados, los llevó a su casa y comenzó a alimentarlos, vestirlos y educarlos.
En un año, había acogido a 12 niños y 8 niñas. Murr disfrutaba mucho enseñando, pero el número de sus hijos crecía y los viajes de ida y vuelta al seminario (una hora y media de ida por caminos casi impracticables) empezaban a pasarle factura. Apeló a su Ordinario, el arzobispo Francisco Javier Nuño, quien quedó impresionado por el celo y la preocupación de Murr por los niños, por lo que le asignó tiempo completo para fundar y construir un orfanato diocesano, relevándolo de sus deberes en el seminario. Murr regresó a Roma y contó con la ayuda de la Congregación italiana de Nuestra Señora de los Dolores. Provenientes de Forli, Abruzzi, la República de San Marino y Roma, enviaron a cuatro monjas para ayudarlo a llevar a cabo su misión.  
Durante uno de los viajes de Murr a Roma, fue enviado a Beirut (otoño de 1983) para ayudar en la liberación de la víctima del secuestro Youssef el-Khoury, arzobispo de Tiro, misión que logró obtener la liberación del arzobispo. 
Murr trabajó dos veranos (1984 y 1985) en Wall Street (Fundamental Brokers, Inc.) para ganar dinero para su orfanato. Con el tiempo, esa empresa y su director ejecutivo, Vincent William Griffo, se convirtieron en importantes donantes del orfanato y la misión de Murr.
Aproximadamente cinco años después de su fundación, Villa Francisco Javier Nuño fue dedicada a la Fiesta de Nuestra Señora de los Dolores (Día de la Independencia de México), el 15 de septiembre de 1986, y se convirtió en el hogar de 148 niños mexicanos. Debido a sus actividades en el orfanato, más tarde ese año, Murr recibió el premio "Diez jóvenes estadounidenses destacados" de la JCI en 1986 y el premio mundial "Diez jóvenes destacados del mundo" de 1986; fue nominado para los honores por Theodore M. Hesburgh de la Universidad de Notre Dame, quien también lo había recibido en el pasado. Murr supervisó la construcción de otras instalaciones de apoyo al Orfanato (Casa Hogar) Villa Francisco Javier: la panadería San José; el restaurante Agua Viva, también ubicados en Tepatitlán de Morelos, Jalisco, y el Rancho Árcangel Miguel, en Buena Vista. El edificio del Rancho Árcangel Miguel fue diseñado por Murr, cuyo padre había sido constructor y le transmitió sus conocimientos arquitectónicas; el RAM fue diseñada para ser una réplica de la casa de la familia Von Trapp cerca de Salzburgo, Austria.
Para apoyar su trabajo en Tepatitlán, Murr fundó Father Charles Murr Orphanages, Inc., una organización de la cual sigue siendo presidente.  
La primera novela de Murr, La Sociedad de Judas, es una novela en clave basada en sus experiencias en Roma, Beirut, Nueva York y Guadalajara, y ha sido traducida a tres idiomas.
Murr aún estaba a cargo del orfanato cuando, el 24 de mayo de 1993, el Arzobispo de Guadalajara, Juan Jesús Cardenal Posadas Ocampo, fue brutalmente asesinado por capos del Cártel de Guadalajara . Ese mismo día le aconsejaron que renunciara a su diócesis mexicana y le ofrecieron la incardinación en la Arquidiócesis de Nueva York, por el cardenal John Joseph O'Connor .
En Nueva York, Murr ayudó en el diseño y restauración de las iglesias neoyorquinas de San José (parroquia nacional alemana), Nuestra Señora de Guadalupe, San Francisco de Sales (Manhattan), de la que fue párroco.  Al mismo tiempo, también fue asignado como párroco de la cercana iglesia de Santa Lucía.
El 2 de abril de 2004, Murr renunció a su parroquia de San Francisco   debido a problemas financieros y administrativos con la escuela primaria de la parroquia, St. Francis Academy, que cerró en 2007.
En 2012, se convirtió en fundador y presidente de YEPES Y ALVAREZ Legal Defense Fund, Inc., una organización sin fines de lucro que ayuda en casos selectos de defensa legal. En 2013, fundó la Fundación VERITAS para la Justicia, Inc., una corporación sin fines de lucro que tiene como uno de sus principales objetivos investigar, recopilar datos y ayudar a las víctimas de graves injusticias sociales.

## No ficción
- Amicitiae (Roma: L'Universita Gregoriana, 1976), 62 páginas.
- INTERPERSONALISMO DÍADICO (Nueva York: Universidad de Nueva York, 2000), 74 páginas.
- QUIZÁS AMOR (San Francisco, 2019), 103 páginas.

## Narrativa de no ficción
- MEMORIAS DE UN PADRE SOLTERO (Nueva York, Nueva York: 1995), 294 páginas.
- TRES TIENDAS ALGO LARGAS CORTAS: RAFAEL CARO QUINTERO y El Sexólogo de Cuautla; TRIPLE CRUZ y La Virgen de Forli; SEIS LECCIONES de Madame Tarasca (Salzburgo: 2005), 204 páginas.
- LA SOCIEDAD DE JUDAS (Salzburgo: 2006), 387 páginas.
- Y ERA DE NOCHE (San Francisco: 2014), 460 páginas.
- ED ERA NOTTE (San Francisco: 2019), 305 páginas.
- LA MADRINA: MADRE PASCALINA: A Feminine Tour de Force (San Francisco: 2017), 282 páginas.
- EL SIRIO: HILARION CAPUCCI y The Priceless Ransom (San Francisco: 2018), 158 páginas.
- LA MADRINA (San Francisco: 2019), 310 páginas.
- ASESINATO EN GRADO 33: La investigación Gagnon sobre la masonería del Vaticano (San Francisco: 2022), 212 páginas.

## Ficción
- UNA CONCLUSIÓN ÓPTICA: RAFAEL CARO QUINTERO y LA MACABRA MUERTE del DOCTOR JORGE MEJÍA (San Francisco: Fecha de estreno: enero de 2020).

## Arquitectura
- VILLA FRANCISCO JAVIER NUNO (Tepatitlán de Morelos, Jalisco, México), 1986.
- L'EAU VIVE (Tepatitlán de Morelos, Jalisco, México), 1989.
- RANCHO ARCANGEL MIGUEL [RAM] (Buena Vista, Jalisco, México), 1991.

## Diseño y Restauración
- Iglesia de San José Yorkville [Asistente] (Nueva York, Nueva York), 1998.
- Casa familiar original Del Monaco (Nueva York, Nueva York), 2000.
- Casa Parroquial e Iglesia de San Francisco De Sales (Nueva York, Nueva York), 2003.

## Composición musical
MISSA ROMANUS ROMAE [Misa en Honor a Pío XII], a cuatro voces y órgano; Coro della Cappella Sixtina bajo la dirección de Mons. Domenico Bartolucci; 13 de mayo de 1977, Basílica dei Santi Giovanni e Paulo, Monte Celio, Roma, Italia.